# Université Toulouse-I-Capitole
Université Toulouse 1 Capitole  je jednou ze tří univerzit v Toulouse na jihozápadě Francie. Univerzita se zaměřuje na společenské vědy (právo, politologie, ekonomie, administrativa atd.). Jejím prezidentem je Hugues Kenfack.

## Slavní absolventi
- Louis Aliot, francouzský politik
- Marie Bastlová, česká redaktorka a moderátorka
- Bernard Maris, francouzský ekonom, spisovatel, novinář a pedagog
- Jean Tirole, francouzský profesor ekonomie